# Rita Borsellino
Rita Borsellino (Palermo, 2 giugno 1945 – Palermo, 15 agosto 2018) è stata un'attivista e politica italiana.
Dal 2009 al 2014 è stata europarlamentare del Partito Democratico.

## Biografia
Figlia di Diego Borsellino (1910-1962) e di Maria Pia Lepanto (1909-1997), aveva una sorella maggiore, Adele (1938-2011), e due fratelli maggiori, il magistrato Paolo (1940-1992) e l'attivista Salvatore (1942). Nel 1967 si laureò in farmacia all'Università degli studi di Palermo ed esercitò la professione di farmacista nel capoluogo siciliano per vari anni. Sposata dal 1969 al 2018 con Renato Fiore, dal quale ebbe tre figli (Claudio, Cecilia e Marta), è divenuta, in seguito all'assassinio del fratello Paolo Borsellino, testimone della lotta alle criminalità organizzate. Nel 1995 divenne vicepresidente di Libera, associazione anti-mafia fondata da don Luigi Ciotti, di cui è stata nominata presidente onoraria nel 2005. Carica che ha ricoperto fino a quando, nell'inverno dello stesso anno, si è candidata alla presidenza della Regione Siciliana.
Con Libera ha contribuito in maniera determinante all'approvazione della legge n. 109/96 sull'uso sociale dei beni immobili confiscati alle mafie e sostiene attivamente il progetto Libera Terra. Dal 1992 è impegnata attivamente nella società civile nel campo dell'educazione alla legalità democratica, nel diffondere una cultura di giustizia e solidarietà, non solo per tener vivo il ricordo del fratello e di tutte le vittime della mafia, ma soprattutto perché in particolare le nuove generazioni, attraverso la conoscenza dei fatti, acquistino consapevolezza dei propri diritti, del valore della legalità e della democrazia, una coscienza critica e responsabile che, una volta adulte, consenta loro di fare scelte giuste e coerenti per il bene loro e della collettività nella quale sono chiamate a vivere.
Dal 1994 assieme all'ARCI Sicilia e in seguito con la collaborazione di Libera ha contribuito all'ideazione e alla crescita dell'iniziativa “La Carovana Antimafie”, un'esperienza ormai di carattere internazionale che mira a “portare per tutte le strade” l'esperienza di un'antimafia propositiva che vuole incidere positivamente sulla realtà economica, sociale, amministrativa dei luoghi che attraversa stringendo intrecci solidali ed etici tra i cittadini, le istituzioni e le diverse realtà della società civile organizzata presenti sui territori.

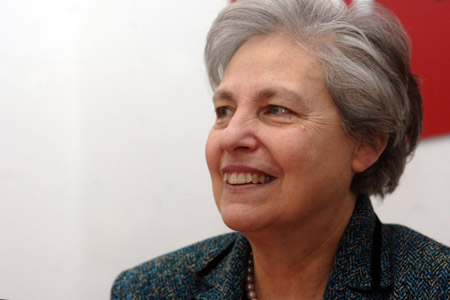
Rita Borsellino.

Dal 1998 è stata presidentessa dell'"Associazione Piera Cutino - guarire dalla talassemia", associazione senza scopo di lucro che promuove la ricerca medica contro la talassemia. Numerose furono le sue iniziative contro le attività mafiose e in favore dell'emancipazione delle donne. Tra le sue opere, impregnate proprio di questi temi, si ricordano Nonostante Donna. Storie civili al femminile (1996); La fatica della legalità (1999); I ragazzi di Paolo. Parole di resistenza civile (2002); Fare memoria. Per non dimenticare e per capire (2003); Rita Borsellino - Il sorriso di Paolo (2005).
Alla fine del 2005 si è intensificato il suo impegno politico accettando la proposta, veicolata dalla coalizione di centrosinistra nonostante le idee politiche del fratello, simpatizzante del Movimento Sociale Italiano, di candidarsi alla presidenza della Regione Siciliana nelle amministrative della primavera 2006. La sua candidatura è stata sancita dallo svolgimento di elezioni primarie (il 4 dicembre), nelle quali la Borsellino ha ottenuto il 66,9% dei consensi superando il suo contendente Ferdinando Latteri, rettore dell'Università di Catania.
La candidatura della Borsellino è stata sostenuta, in origine, soprattutto dai partiti "minori" di centro-sinistra (SDI, Rifondazione, Verdi, Pdci, Italia dei Valori e altri), cui si unirono presto i Democratici di Sinistra. Sul fronte opposto era schierata la Margherita con Ferdinando Latteri. È stata designata, dunque, a sfidare il presidente regionale siciliano uscente, Salvatore Cuffaro, candidato della Casa delle Libertà. I risultati dello spoglio la vedono raggiungere il 41,63% dei consensi contro il 53,08% di Cuffaro, che viene quindi rieletto. Sebbene il risultato sancisca una sconfitta, risulta tutt'altro che deludente, considerando che 5 anni prima il suo avversario aveva vinto con il 59,1% e il centrosinistra si era fermato al 36,6%. Le preferenze per la candidata Borsellino risulteranno superiori alla somma dei voti per i partiti della sua lista, al contrario dell'avversario. Come candidato alla carica di Presidente sconfitto con il maggior numero di voti diviene deputata all'Assemblea Regionale Siciliana fino allo scioglimento dell'Ars nel 2008.
Nel 2007, con Fabrizio Moro, ha girato il video di Pensa, diretto da Marco Risi con la partecipazione degli attori del film Mery per sempre. In questo anno ha anche ricevuto da Francesco De Rosa il premio de "Il Cittadino".
Alle elezioni regionali del 2008 (13 e 14 aprile), Rita Borsellino è stata in corsa come capolista de La Sinistra l'Arcobaleno per le regionali siciliane, a favore della candidata del centro-sinistra Anna Finocchiaro, del Partito Democratico, che verrà sconfitta dal rivale di centro-destra Raffaele Lombardo. Nelle contestuali elezioni politiche la Borsellino ha corso anche come capolista nella circoscrizione Emilia-Romagna e Lombardia per il Senato della Repubblica nelle liste della Sinistra Arcobaleno. Risultata non eletta in entrambe le consultazioni elettorali, ha presentato un ricorso al TAR siciliano contro presunte irregolarità formali, commesse nella provincia di Trapani, riguardanti la presentazione delle liste MpA e PdL, che però nel luglio del 2009 è stato definitivamente respinto.

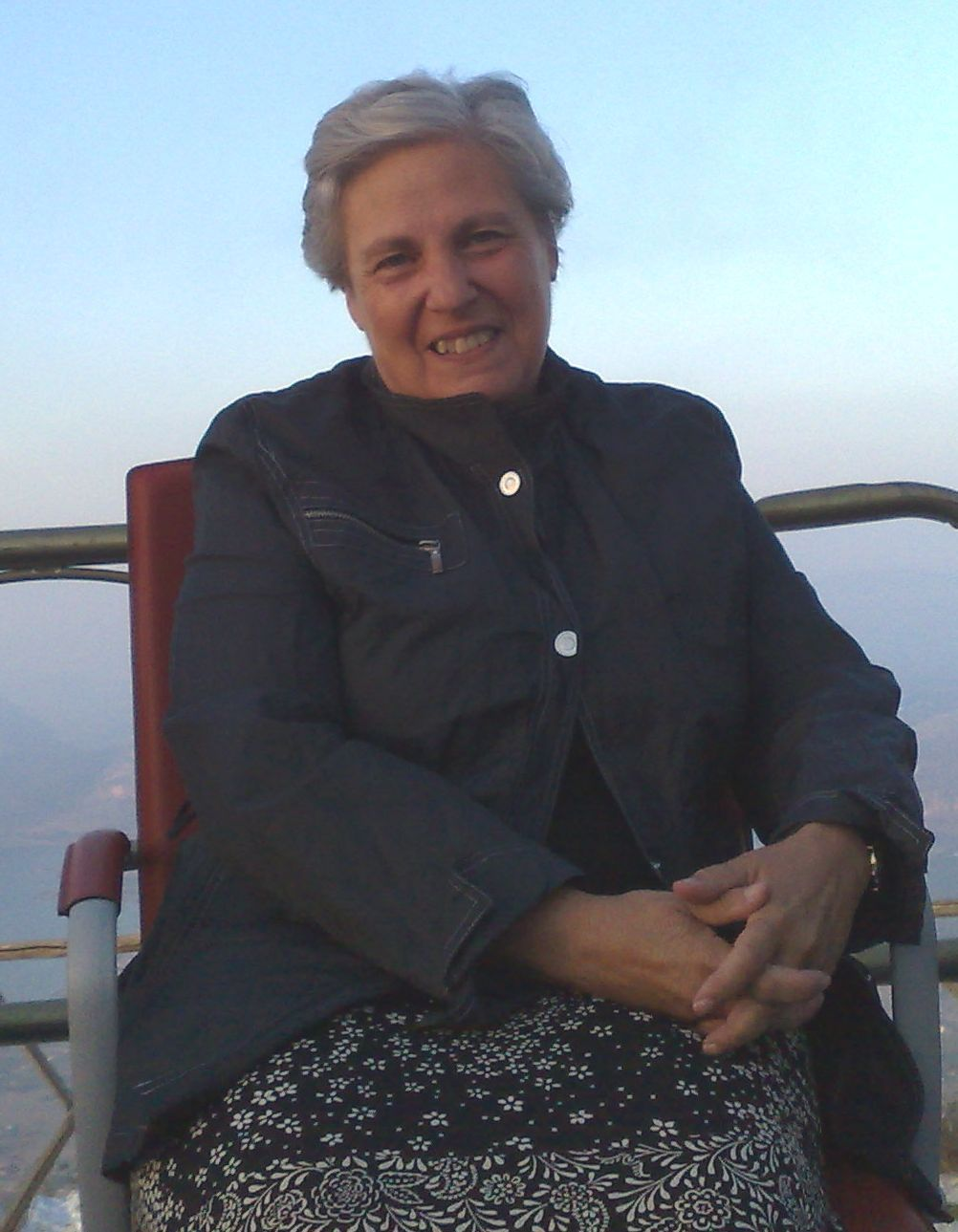
Rita Borsellino.

Alle elezioni europee del 2009 è candidata nella circoscrizione Italia insulare come capolista del Partito Democratico e con 229.971 preferenze risulta eletta al Parlamento europeo. Alle elezioni primarie del Pd del 2009 presenta in Sicilia la lista denominata "Con Rita Borsellino Semplicemente Democratici" a sostegno delle candidature di Dario Franceschini a Segretario Nazionale e Giuseppe Lupo a Segretario Regionale.
Il 4 marzo 2012 ha perso di misura le elezioni primarie del centro-sinistra svolte per scegliere il candidato a sindaco di Palermo. Rita Borsellino era appoggiata da una parte del Partito Democratico, da Sinistra Ecologia Libertà, dalla Federazione della Sinistra, dai Verdi e dall'Italia dei Valori. Vincitore della competizione elettorale è risultato Fabrizio Ferrandelli, trentunenne, consigliere comunale uscente, già dell'IdV, appoggiato da una parte del PD e da associazioni della società civile. In occasione delle elezioni regionali in Sicilia del 2012 ha deciso di appoggiare Giovanna Marano, candidata di Sinistra Ecologia Libertà, Verdi, Federazione della Sinistra e Italia dei Valori, anziché il candidato del Partito Democratico e vincitore delle elezioni Rosario Crocetta, sancendo così una rottura con il PD con il quale era stata eletta alle europee.
È morta il giorno di Ferragosto del 2018 in ospedale a Palermo dopo una lunga malattia all'età di 73 anni. È sepolta nel cimitero di Santa Maria dei Rotoli a Palermo.

## Filmografia
- Un'altra storia di Marco Battaglia, Gianluca Donati, Laura Schimmenti, Andrea Zulini, film-documentario prodotto dalla società palermitana Playmaker (2006).
- 'Na stranizza d'amuri, film-documentario di Tommaso D'Elia (2007)

## Opere
- Nonostante tutto. Due voci per la giustizia contro le mafie, con María Consuelo Suárez Abriego, Torino, EGA, 1996. ISBN 88-7670-581-3.
- A testa alta. Storie civili al femminile, con María Consuelo Suárez Abriego e Saveria Antiochia, Torino, EGA-Paravia, 2001. ISBN 88-395-0590-3.
- Fare memoria. Per non dimenticare e per capire, Lucca, Pacini Fazzi, 2002. ISBN 88-7246-548-6.
- Il sorriso di Paolo. [La testimonianza, l'eredità di Paolo Borsellino. Con un'appendice su «Libera»], Ragusa, EdiARGO, 2005. ISBN 88-88659-18-8.
- Nata il 19 luglio. Lo sguardo dolce dell'antimafia, Milano, Melampo, 2006. ISBN 88-89533-10-2.
- Paolo Borsellino: il coraggio della solitudine, in: Giommaria Monti, Falcone e Borsellino. La calunnia, il tradimento, la tragedia, prefazione di Luciano Violante, Nuova edizione con contributi di Maria Falcone e Rita Borsellino; Roma, Editori Riuniti 2006. ISBN 978-88-359-5781-2
- Per la legalità, Brescia, La Scuola, 2007. ISBN 978-88-350-2129-2.

## Premi e riconoscimenti
- 2007: Premio Città del diario, assegnato dall'Archivio diaristico nazionale[10].